# My Heart Will Go On
My Heart Will Go On – piosenka skomponowana na potrzeby filmu Titanic (1997), a także czwarty singel z piątego studyjnego anglojęzycznego albumu Céline Dion Let’s Talk About Love. Początkowo reżyser filmu, James Cameron, nie przewidywał skomponowania specjalnej piosenki na napisy końcowe. James Horner wraz z Willem Jenningsem potajemnie zaczęli tworzyć właśnie ten utwór, którego wykonanie powierzyli Céline Dion. Wydanie piosenki na singlu okazało się trafnym posunięciem. Utwór stał się numerem jeden w wielu krajach świata i przez blisko pół roku nie schodził z czołowych miejsc list przebojów. Jest on także jednym z największych hitów w historii muzyki pop. Do utworu nakręcono teledysk, którego reżyserem był Bille Woodfuff. Płyta została wydana jedynie w formacie CD.
Utwór został nagrodzony m.in. Oscarem w kategorii Najlepsza oryginalna piosenka filmowa, nagrodami Grammy w kategoriach Record of the Year, Song of the Year, Best Female Pop Vocal Performance i Best Song Written for a Motion Picture, Television or Other Visual Media oraz Złotym Globem. Singel z piosenką był najlepiej sprzedającym się singlem 1998 roku i sprzedał się na całym świecie w ilości 10 mln egzemplarzy. Album Let’s Talk About Love na którym piosenka została najpierw umieszczona sprzedano w 31 milionach kopii i jest on do tej pory najlepiej sprzedającym się albumem Céline Dion. Wynik 30 milionów sprzedanych egzemplarzy osiągnął soundtrack do filmu Titanic, stając się jednym z najlepiej sprzedających się albumów z muzyką filmową w historii.
W Kanadzie nie wydano utworu na singlu komercyjnym, jednak piosenka była tak popularna, że dzięki krążkom pochodzącym z importu dotarła tam do pozycji 14. najlepszych singli, stając się tym sposobem jednym z najwyżej notowanych importowanych singli w tym kraju. W Stanach Zjednoczonych piosenka zadebiutowała od razu na szczycie listy Billboard Hot 100, zaś na liście airplay przebywała konsekwentnie na szczycie przez 10 tygodni.
Piosenka jest uważana – obok I Will Always Love You Whitney Houston z filmu The Bodyguard i (Everything I Do) I Do It for You Bryana Adamsa z filmu Robin Hood: Książę złodziei – za najlepszą miłosną balladę lat 90. XX wieku.

## Certyfikaty i sprzedaż
| Kraj              | Certyfikat          | Sprzedaż  | Najwyższa pozycja |
| ----------------- | ------------------- | --------- | ----------------- |
| Argentyna         | -                   | -         | 1(2)              |
| Australia         | 2 x platynowa płyta | 150 000   | 1(4)              |
| Austria           | złota płyta         | 25 000    | 1(5)              |
| Belgia (Flandria) | 3 x platynowa płyta | 150 000   | 1(7)              |
| Belgia (Walonia)  | -                   | -         | 1(10)             |
| Dania             | -                   | -         | 1(10)             |
| Europa            | -                   | 6 000 000 | 1(17)             |
| Finlandia         | -                   | -         | 1                 |
| Francja           | diamentowa płyta    | 1 200 000 | 1(13)             |
| Grecja            | platynowa płyta     | 40 000    | 1                 |
| Hiszpania         | -                   | -         | 1(2)              |
| Holandia          | 2 x platynowa płyta | 150 000   | 1(11)             |
| Indie             | -                   | -         | 1(10)             |
| Irlandia          | -                   | -         | 1(6)              |
| Japonia           | 2 x platynowa płyta | 320 000   | 34                |
| Kanada            | -                   | -         | 14                |
| Niemcy            | 4 x platynowa płyta | 2 200 000 | 1(13)             |
| Norwegia          | 2 x platynowa płyta | 50 000    | 1(10)             |
| Polska            | -                   | -         | 1                 |
| Stany Zjednoczone | złota płyta         | 687 000   | 1(2)              |
| Szwajcaria        | 2 x platynowa płyta | 125 000   | 1(15)             |
| Szwecja           | -                   | -         | 1(11)             |
| Wielka Brytania   | 2 x platynowa płyta | 1 550 000 | 1(2)              |
| Włochy            | -                   | -         | 1(10)             |

## Oficjalne wersje utworu
1. „My Heart Will Go On” (Richie Jones mix) – 4:15
2. „My Heart Will Go On” (Richie Jones love go on mix) – 4:58
3. „My Heart Will Go On” (Richie Jones go on beats) – 5:10
4. „My Heart Will Go On” (Riche Jones unsinkable club mix) – 10:04
5. „My Heart Will Go On” (Tony Moran mix) – 4:21
6. „My Heart Will Go On” (Tony Moran's anthem vocal) – 9:41
7. „My Heart Will Go On” (Soul Solution bonus beats) – 3:31
8. „My Heart Will Go On” (Soul Solution) – 4:18
9. „My Heart Will Go On” (Soul Solution percapella) – 4:16
10. „My Heart Will Go On” (Soul Solution drama at the sea) – 8:54
11. „My Heart Will Go On” (Matt & Vito's penny whistle dub) – 3:23
12. „My Heart Will Go On” (Matt & Vito's unsinkable epic mix) – 9:53
13. „My Heart Will Go On” (Cuca's radio edit) – 4:22
14. „My Heart Will Go On” (movie dialogue) – 4:41
15. „My Heart Will Go On” (soundtrack version) – 5:11
16. „My Heart Will Go On” (album version) – 4:40
17. „My Heart Will Go On” (alternate orchestra version) – 5:19
18. „My Heart Will Go On” (TV track) – 3:12
19. „My Heart Will Go On” (no lead vox) – 4:41